# Catedral del Espíritu Santo (Jataí)
La Catedral del Espíritu Santo o más formalmente Catedral del Divino Espíritu Santo  (en portugués: Catedral Divino Espírito Santo) Es un templo católico y un monumento símbolo de la ciudad de Jataí, estado de Goiás en el país sudamericano de Brasil. Es la catedral de la diócesis de Jataí.
La catedral Jataí llama atención por su grandeza y su arquitectura moderna. El edificio fue comenzado en 1984, y la obra tardó nueve años en completarse. Se dedicó el 2 de octubre de 1993 al Espíritu Santo, con la presencia del entonces Nuncio Apostólico en Brasil, Monseñor Alfio Rapisarda. Vista desde arriba, la iglesia se asemeja a la forma de un panal. Su fachada tiene doce columnas que simbolizan a los apóstoles de Cristo.
En el interior, tiene un inmenso panel de arte sacro, pintado por el famoso artista Claudio Pastro, con pinturas que representan importantes pasajes del Antiguo y Nuevo Testamento. También cuenta con una cripta, donde están enterrados los obispos.